# 博克涅
博克涅（法語：Bocquegney，法語發音：[bɔkɲɛ] ⓘ）是法国大東部大區孚日省的一个市镇，属于埃皮纳勒区。

## 地理
博克涅（48°13'13"N, 6°18'12"E）面积4.57 平方千米，位于法国大東部大區孚日省，该省份为法国东北部内陆省份，北起默兹省和默尔特-摩泽尔省，西接上马恩省，南至上索恩省和贝尔福地区省，东临上莱茵省和下莱茵省。
与博克涅接壤的市镇（或旧市镇、城区）包括：马兹莱、布克西埃奥布瓦、锡尔库尔、达尔尼约勒、福姆雷、日涅、埃讷库尔。

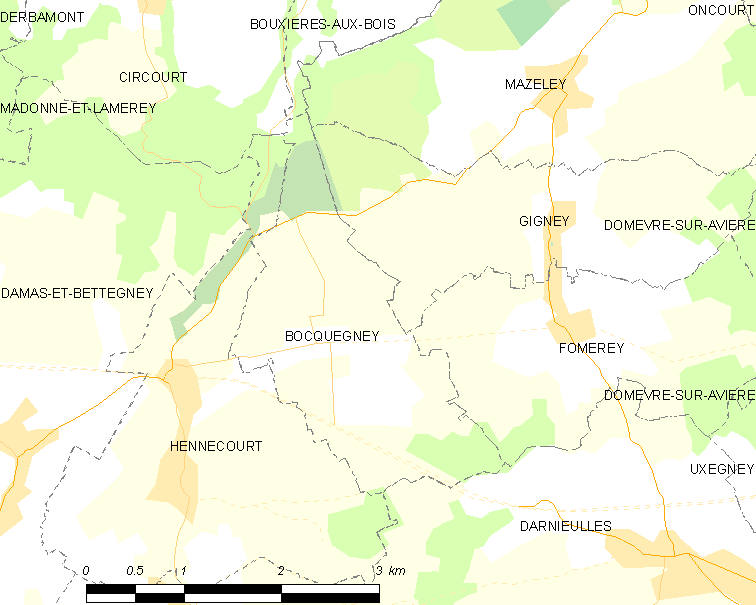
博克涅的OSM定位图

博克涅的时区为UTC+01:00、UTC+02:00（夏令时）。

## 行政
博克涅的邮政编码为88270，INSEE市镇编码为88063。

## 政治
博克涅所属的省级选区为达尔内县。

## 人口

1962-2008年间博克涅人口变化图示

博克涅于2022年1月1日时的人口数量为133人。